# Kamienica Makowskich w Białymstoku
Kamienica Makowskich w Białymstoku – zabytkowa kamienica w Białymstoku, wybudowana w latach 1900–1910. Należała do żydowskiego kupca, Lejba Makowskiego i jego żony, Marii. Współcześnie w budynku mieści się Wojewódzki Ośrodek Animacji Kultury.